# Paradoxe d'Olbers
Pour les articles homonymes, voir Olbers.

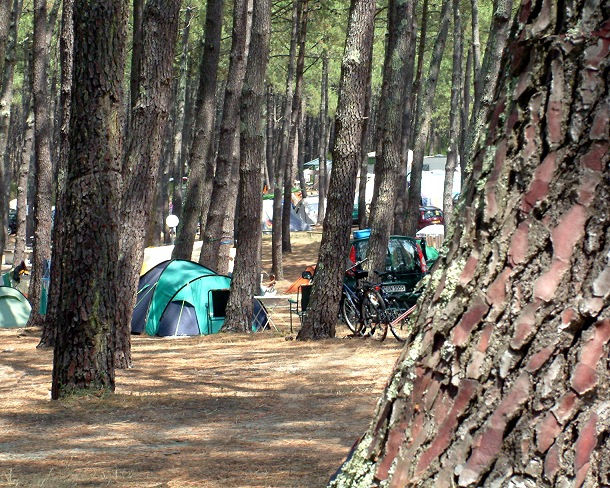
Analogie du paradoxe d'Olbers avec une forêt : s'il y a une infinité d'arbres autour de nous, on ne voit que des arbres.

Le paradoxe d'Olbers (en anglais : Olbers' paradox), appelé aussi paradoxe de Cheseaux-Olbers ou paradoxe de la nuit noire, est une contradiction apparente entre le fait que le ciel est noir pendant la nuit et l'hypothèse que l'Univers serait statique, homogène et infini, qui impliquerait notamment que, depuis tout point du ciel, on devrait pouvoir observer une source lumineuse, aussi éloignée et petite soit-elle.
La résolution de ce paradoxe tient dans le fait que l'hypothèse d'un Univers statique, homogène et infini est fausse selon différentes théories de la cosmologie moderne. Parmi celles-ci, la théorie du Big Bang implique au contraire que l'Univers est dynamique et d'âge fini : ces deux caractéristiques permettent de fournir une explication à l'obscurité de la nuit.

## Étymologie
Le paradoxe a été baptisé dans l'ouvrage Cosmology (1952) du cosmologue anglo-autrichien Hermann Bondi, en l'honneur de l'astronome allemand Heinrich Olbers. Ce dernier l'avait décrit en 1823, mais il avait déjà été énoncé par Thomas Digges en 1576, par Johannes Kepler en 1610 ainsi que par Edmond Halley et Jean Philippe Loys de Cheseaux au XVIIIe siècle.

## Exposé du paradoxe

Le paradoxe d'Olbers en action : addition progressive des étoiles.

Si on suppose l'Univers infini contenant une infinité d'étoiles uniformément réparties, alors chaque direction d'observation devrait aboutir à la surface d'une étoile. La luminosité de surface d'une étoile est indépendante de sa distance (si l'on suppose que les photons ne perdent pas d'énergie au cours du temps) ; une étoile semblable au Soleil est moins brillante que celui-ci uniquement en raison de son éloignement, qui fait que sa taille apparente est beaucoup plus faible. Donc, dans l'hypothèse où toute direction d'observation intercepte la surface d'une étoile, le ciel nocturne devrait être aussi brillant que la surface d'une étoile moyenne comme notre Soleil ou n'importe quelle autre étoile de notre galaxie.
Ce paradoxe est important, une théorie cosmologique qui ne saurait pas le résoudre serait invalide. Cependant, une théorie qui résout le paradoxe n'est pas forcément valide.

### Élaboration progressive du paradoxe
Cette question s'est posée dès Kepler, qui se servait de cet argument pour réfuter la théorie d'un Univers infini de Giordano Bruno. Elle a ensuite été reprise par de nombreux astronomes qui ont proposé de nombreuses solutions, presque toujours fausses, ne soupçonnant pas la profondeur et la complexité de ce problème pourtant exprimé de manière très simple.
Halley s'empare de cette question vers 1720 et la formule de la manière suivante : si l'univers est infini et rempli d'étoiles éternelles, alors la luminosité du ciel nocturne doit être infinie.
L'astronome suisse Jean Philippe Loys de Cheseaux précise ce paradoxe mathématiquement en 1746. Il imagine les étoiles dans des coquilles sphériques (l'univers étant modélisé comme une série de coquilles concentriques) par rapport à un observateur. Le nombre d’étoiles est proportionnel à la surface de chaque coquille, donc au carré de leur rayon. Or, l'intensité lumineuse d'une étoile est inversement proportionnelle au carré de sa distance. Donc l'observateur reçoit autant d'énergie lumineuse de chaque coquille. Cheseaux calcula que cette énergie lumineuse tombant sur Terre devrait être 180 000 fois plus intense que celle du Soleil.
En 1823, Olbers affine ce raisonnement en constatant que dans un univers rempli uniformément d'étoiles, les étoiles se masquent les unes des autres et en déduit que la luminosité du ciel nocturne ne peut pas être infinie mais au plus égale à la luminosité de surface d'une étoile,.

## Solutions proposées avant leXXesiècle
Dans sa formulation initiale, il était fait clairement et implicitement l'hypothèse que les étoiles pouvaient briller indéfiniment. Les connaissances actuelles démontrent que c'est faux et que les étoiles ont une durée de vie finie.

### Finitude du temps ou de l'espace
On peut d'abord supposer, comme Kepler dans son opuscule de 1610, Conversation avec le messager céleste, que l'univers est fini ou du moins qu'il contient un nombre fini d'étoiles.
Une autre solution suggérée pour la première fois par l'écrivain et poète Edgar Allan Poe dans Eureka,, et indépendamment quelques années plus tard par l'astronome français François Arago, avance le fait que si l'Univers a un âge fini, alors, la lumière voyageant à une vitesse grande mais finie, seule une région finie de l'univers nous est accessible, ce qui se ramène à la solution proposée par Kepler.
Dans la seizième des Conférences de Baltimore, publiées en 1904, Kelvin propose une solution au paradoxe dans les conditions d'un Univers transparent, uniforme et statique selon laquelle l'Univers visible doit être de dimension inférieure à la limite de visibilité pour qu'un ciel étoilé mais sombre soit possible. 

### Non-transparence de l'espace vis-à-vis des rayonnements
Une autre explication consiste à considérer que le milieu cosmique n'est pas parfaitement transparent, de sorte que la lumière provenant des étoiles distantes est bloquée par ce milieu non-transparent (des étoiles non-lumineuses, de la poussière ou des gaz), de sorte qu'un observateur ne peut percevoir que la lumière provenant d'une distance finie (comme dans un brouillard). Cette explication est incorrecte, car le milieu devrait s'échauffer en absorbant la lumière. En fin de compte, il se retrouverait aussi chaud et aussi lumineux que la surface d'une étoile, ce qui pose à nouveau le paradoxe.

### Structure non uniforme de l'Univers
Le paradoxe suppose une distribution uniforme des étoiles (permettant d'assurer que toute ligne de vue rencontre toujours une étoile). Ce n'est pas le cas, car les étoiles sont regroupées en galaxies, amas, super-amas, etc. Cependant, on sait désormais qu'à grande échelle, la distribution des galaxies est uniforme, et donc les hétérogénéités dans la distribution locale des étoiles ne pourraient résoudre le paradoxe dans un Univers observable infini.
Il faut donc supposer soit un Univers fini, soit un Univers infini dont seule une partie finie peut être observée.
En 1907, Edmund Edward Fournier d'Albe a proposé un modèle de répartition non uniforme des étoiles certes invraisemblable mais qui résout le paradoxe. Son intérêt sur le plan théorique et mathématique a été quelque peu ravivé par Carl Charlier puis par Benoît Mandelbrot.

### Âge fini des étoiles
Une autre explication s'appuie sur le fait que la lumière circule à une vitesse finie. Dès lors, si les étoiles n'existent que depuis un temps fini (soit que l'univers soit lui-même d'âge fini, soit que « avant » l'univers ne contenait pas encore d'étoiles), alors une étoile n'éclaire à un moment donné qu'un volume fini (une boule dont le rayon correspond au produit de l'âge de l'étoile par la vitesse de la lumière). Cette explication circulait bien avant la théorie de la relativité et la théorie du Big Bang.
Sur la base de cette hypothèse, on peut calculer l'âge de l'apparition des étoiles connaissant la vitesse de la lumière, la luminosité moyenne des étoiles et la lumière reçue sur Terre. Il n'existe cependant aucune théorie viable rendant compte de ces observations.

## Solution donnée par la cosmologie moderne
La théorie de la relativité générale prédit l'instabilité de l'Univers : expansion ou contraction. Par suite, il est possible que l'âge de l'Univers soit fini, ce qui laisserait penser que l'explication de Poe et d'Arago est la bonne. En effet, la cause principale expliquant le paradoxe d'Olbers est l'âge fini de l'Univers : la lumière de la plupart des étoiles n'a pas eu le temps de parvenir jusqu'à nous.
Un autre effet donne aussi une explication au paradoxe d'Olbers, mais est mineur par rapport à l'explication principale. Du fait de l'expansion de l'Univers, la lumière en provenance des galaxies lointaines est décalée vers le rouge. Ainsi, le spectre lumineux d'émission de ces galaxies nous apparaît comme virant peu à peu dans les fréquences lumineuses que nous ne pouvons plus voir (typiquement les infrarouges). Cela signifie que la lumière provenant de ces galaxies possède moins d'énergie que celle des mêmes galaxies situées à la même distance si l'Univers n'était pas en expansion. Ainsi, les galaxies les plus lointaines sont extrêmement difficiles à observer.
Même si l'Univers était éternel et infini mais en expansion (comme dans la théorie de l'état quasi stationnaire), la brillance de surface des astres les plus lointains décroîtrait avec la distance. Le phénomène est également vrai dans les modèles de Big Bang. Cette décroissance rapide de la luminosité des galaxies en fonction du décalage vers le rouge est effectivement observée, ce qui aide à la résolution du paradoxe d'Olbers et valide cette prédiction de la relativité générale.
Métaphoriquement, le ciel est effectivement « clair » ; mais cette radiation est décalée vers le rouge (les basses fréquences), ce qui fait que la clarté céleste se situe dans les micro-ondes, d'un rayonnement thermique à 2,76 K (- 270,1 °C), et non à 3 000 K, température moyenne du rayonnement stellaire. Le ciel est ainsi plongé dans les ténèbres, en lumière visible.
Ce rayonnement de fond provient non pas des galaxies lointaines superposées, mais du gaz uniforme primordial lorsqu'il devint transparent vers 3 000 K après ~ 380 000 ans. À cette époque, le ciel était, métaphoriquement, de « feu », semblable à la surface d'une étoile. Cela est conforme au scénario du Big Bang.
Les trois lauréats du prix Nobel de physique 2011, Saul Perlmutter, Adam Riess et Brian P. Schmidt ont par ailleurs mis en évidence que l'expansion de l'Univers allait en accélérant et non en ralentissant, ce qui ne peut qu'accentuer l'effet déjà prévu par la relativité générale.